# Detroit Red Wings
Hokejski klub Detroit Red Wings je ameriška profesionalna hokejska ekipa iz Detroita. Spada v centralno divizijo zahodne konference NHLa. Je tudi en od šestih originalnih ekip NHLa.
Ekipa je bila ustanovljena leta 1926 pod prvotnim imenom Detroit Cougars, ki so ga leta 1930 za dve sezoni spremenili v Detroit Falcons, od leta 1932 dalje pa so poznani kot Detroit Red Wings.
So tudi ekipa z največ osvojenimi Stanleyjevimi pokali (11), katerekoli frančize v ZDA in tretji v celotnem NHLu, takoj za Montreal Canadiens (24) in Toronto Maple Leafs (13). Wingsi so od leta 1979 do leta 2017 domače tekme igrali v Joe Louis Areni s kapaciteto 20,066. Pred tem so 40 let igrali v Olympia Stadionu. Od sezone 2017/18 igrajo v novi Little Caesars Areni. Wingsi so ena izmed najpopularnejših in najuspešnejših ekip v ligi NHL s predanimi oboževalci po vsem svetu. Številni športni komentatorji in gledalci Detroit pogosto imenujejo kar 'Hockeytowm' (slovensko: hokejsko mesto).
Med sezonami 1933-34 in 1965-66 se Red Wingsi samo štirikrat niso uvrstili v končnico. V času od sezone 1983/84 do sezone 2015/16 (če ne štejemo sezona 2004/05, ki je bila odpovedana) so se v končnico uvrstili 30-krat od  32 sezon, z vštetimi petindvajsetimi zapovrstjo. To je trenutno najdaljši niz zaporedne uvrstitve v končnico v športih Severne Amerike.V tem časovnem obdobju so Red Wingsi Stanleyev pokal osvojili štirikrat, in sicer v letih 1997, 1998, 2002 in 2008.

Leta 2010 je v dresu kluba kot drugi slovenski hokejist v ligi NHL zaigral Jan Muršak, ki pa barv ekipe ne zastopa več.

### Tradicije oboževalcev
'Legenda hobotnice' je športna tradicija na tekmah končnice, zaradi katere na ledeno površino vržejo hobotnico, ki naj bi jim prinesla srečo. Ta hobotnica z rdečimi očmi je postala simbol ekipe, nadeli pa so ji vzdevek 'Al' po Alu Sobotki, moškemu, ki je odgovoren za čiščenje neželjenih predmetov iz ledu, ki je imel navado, da je hobotnice, ki jih je pobral iz ledu vihtel nad glavo. Devetnajstega aprila leta 2008 je NHL upravi Detroit Red Wingsov poslal dopis, v katerem so prepovedali metanje hobotnic, kazen za vsako nadaljnjo hobotnico pa je bila deset tisoč dolarjev. Ta prepoved je bila kasneje olajšana, tako je hobotnice dovoljeno metati na vhod Zambonija.
Navada med obiskovalci tekem Red Wingsov je, da v zadnjih dveh minutah tekme, ki jo wingsi zmagujejo, še posebej ob koncu sezone, začnejo peti pesem skupine Journey, Don't Stop Believin' (ne nehaj verjeti). Pesem zraven igrajo tudi na zvočnikih ter jo ugasnejo, da lahko gledalci zapojejo 'born and raised in South Detroit' (rojen in vzgojen v južnem Detroitu), za tem pa zvočnike spet vklopijo ter pesem odigrajo do konca.
Viri in opombe
1. ↑  »Stanley Cup Champions and Finalists«. National Hockey League. Pridobljeno 21. junija 2008.